# Michele Rocca
Michele Rocca (Parma, 1675 - Veneza, post 1752) foi um pintor do Rococó italiano. É também chamado Parmigiano, o Jovem ou Michele da Parma.
Pouco se sabe sobre a vida e a obra desse pintor. Iniciou seus estudos em Roma, em 1682. Em 1685, assinou e datou a Êxtase de São Francisco, na igreja de São Paolino alla Regola. Três anos depois, os documentos o indicam como autor do retábulo do altar-mor da igreja romana de Santa Maria Maddalena. Essas obras mostram a influência do primeiro mestre Ciro Ferri e dos cortonescos romanos, mas o pintor inspirou-se também em Luca Giordano e no estilo mais moderno de Sebastiano Conca e Trevisani.
Desde 1710 é membro da Gongregazione dei Virtuosi del Pantheon, e a partir de 1719 ingressou também na Accademia di San Lucca. A presença de obras de Rocca nas coleções da Alemanha setentrional e na Estônia é indício das relações do artista com essas regiões. Talvez tenha viajado pelas cidades alemãs, cujos príncipes, nessa época, procuravam artistas italianos para decorarem suas residências.
O pintor parece ter progressivamente desenvolvido a produção de cenas mitológicas e profanas de pequeno formato, preferindo-as à pintura religiosa de maior tamanho. Inspirou-se na cultura francesa, que dominou a corte de Parma dos primeiros Bourbons, e formou um estilo semelhante ao dos vênetos Pellegrini, Balestra e Amigoni, com as mesmas características de elegância cortês e de grande difusão internacional. As últimas notícias do pintor o apresentam já velho e inativo em Veneza, em 1751.